# Форсман, Якко
Якко (Иакко) Оскар Форсман (1839—1895) — финский юрист и политик, профессор и ректор Императорского Александровского университета, статский советник.

## Биография
Якко Форсман родился в семье викария Георга Якоба и Анны Ловизы Форсман.
В 1857 году окончил среднюю школу. Прошёл курс обучения в Императорском Александровском университете (1857—1864). Получил докторскую степень (1868), впервые защитив диссертацию на финском языке. Стажировался за границей в Берлине, Дрездене и Лейпциге (1878—1879).
Работал профессором права и юридической истории в Императорском Александровском университете (1879—1899). Занимал должность проректора университета в (1892—1899). Ректор университета (1896—1899).
Своим вкладом в Уголовный кодекс Финляндии и лекциями по уголовному праву, которые стали рассматриваться как подлинное толкование кодекса, заработал титул «Отец финского уголовного права». Форсман написал капитальную работу о финской юридической истории (1896). Служил в Сейме Финляндии с 1882 года до своей смерти. Был членом Хельсинкского городского совета (1889—1891). Получил звание статского советника (1898).